# نگایل سوهال
نگایل سوهال (به انگلیسی: Nagail Sohal) یک شهر در پاکستان است که در اسلام‌آباد واقع شده‌است. نگایل سوهال ۱۱۷٬۵۹۱ نفر جمعیت دارد و ۴۲۴ متر بالاتر از سطح دریا واقع شده‌است.